# Indro Montanelli
Indro Montanelli (22. dubna 1909 Fucecchio v Toskánsku – 22. července 2001 Milán) byl italský novinář, spisovatel a historik. Jeho četné články a publikace z něj učinily jednu z nejdůležitějších, nejpopulárnějších a nejvlivnějších osobností 20. století v Itálii.

## Biografie
Po absolvování lycea v Rieti Montanelli studoval právo ve Florencii. Jeho disertační práce, která se zabývala reformou fašistického volebního práva z roku 1923 a konstatovala, že jde v podstatě o zrušení svobodných voleb, byla oceněna nejvyšší možnou známkou. Poté absolvoval několik kurzů politických a sociálních věd v Grenoblu. Poprvé veřejně vystoupil v příspěvcích do čtrnáctideníku Il Selvaggio, který Mino Maccari vydával v nákladu 500 výtisků a jehož autoři, včetně fašistů, byli první, kdo vyzýval k nekonformitě vůči režimu. V roce 1932 spolupracoval s fašistickým mládežnickým časopisem L'Universale, který vydával Berto Ricci v nákladu 500 000 výtisků.
V roce 1934 začal Montanelli pracovat v Paříži jako zpravodaj o zločinech a neštěstích pro Paris-Soir. Brzy byl vyslán jako korespondent do Norska, poté do Kanady a Spojených států, kde se stal zaměstnancem United Press International. Tehdy udělal rozhovor s Henrym Fordem; výsledkem byl originální portrét průmyslníka. Montanelli se nabídl jako zpravodaj pro Etiopii, ale zpravodajská agentura jeho žádost zamítla. Potom se nadchnul pro fašismus a chtěl odejít do Afriky jako dobrovolník, aby velel praporu askariů. Zde začaly jeho pochybnosti o režimu, vyvolané neschopností a špatnou organizací armády, která se však zato pyšnila množstvím vyznamenání a medailí.
Sotva se vrátil do Itálie, odešel do Španělska jako korespondent pro noviny Il Messaggero, aby informoval o tamní občanské válce. Zde se jeho názory na fašismus radikalizovaly. Poté, co popsal bitvu o Santander ne jako skutečnou ofenzívu ozbrojených sil, ale jako procházku, kde jediným nepřítelem bylo horko, byl jako novinář suspendován, poslán zpět do Itálie a vyloučen z fašistické strany. Jeho sympatie pro španělské republikány přiměla Montanelliho, aby jednomu bojovníkovi pomohl za hranice. Jako poděkování obdržel od komunistického velitele divize darem členství v komunistické straně.
Kvůli Montanelliho antifašistickým názorům brzy propukly spory. Aby předešel nejhoršímu, dostal ho Giuseppe Bottai jako lektora italštiny na univerzitu v Tartu. Poté se Montanelli stal ředitelem Italského kulturního institutu v Tallinnu. Když se vrátil do Itálie, podpořil ho deník Corriere della Sera, který mu umožnil psát články o cestování a literatuře, aby ho pokud možno držel stranou od politicky.
Montanelli odcestoval jako reportér do Albánie a Německa, kde se údajně setkal s Hitlerem. Po vypuknutí světové války doprovázel německé jednotky během invaze do Polska, kde z bojů u Krojanty vytvořil politický mýtus o hrdinských útocích polské kavalérie na německé tanky. Potom byl svědkem okupace Norska. Také informoval o okupaci Estonska Sovětským svazem a o zimní válce z Finska. Poté, co Itálie vstoupila do války, byl poslán do Francie a na Balkán. Pak se stal korespondentem v Řecku, které bylo brzy poté napadeno italskými jednotkami.
Po návratu do Itálie v roce 1942 se Montanelli oženil s Rakušankou Maggie De Colins De Tarsienne. Po pádu Mussoliniho v roce 1943 vstoupil do antifašistického hnutí Giustizia e Libertà, důležitého článku italského odboje. Brzy poté byl německými jednotkami zatčen a odsouzen k smrti. Své zkušenosti v zajetí později zpracoval v příběhu Il generale della Rovere, který zfilmoval Roberto Rossellini (na filmovém festivalu v Benátkách byl film Generál della Rovere oceněn Zlatým lvem). Díky zásahu milánského arcibiskupa Ildefonsa Schustera byl Montanelli omilostněn a propuštěn z vězení.
Po skončení války začal Montanelli pracovat pro Corriere della Sera a v roce 1957 vydal první svazek své knižní řady o historii Itálie pod názvem Storia di Roma (Dějiny Říma). Jeho historické knihy se brzy staly velmi populárními a první svazek je ještě dnes nejúspěšnější historickou publikací v Itálii s více než 500 000 prodanými výtisky.
Jeho práce reportéra ho v roce 1956 přivedla do Budapešti, kde byl svědkem maďarského povstání. Sovětská represe ho inspirovala ke hře I sogni muoiono all'alba, která byla v roce 1960 pod jeho vedením také zfilmována.
K Montanelliho přátelům patřili někteří z nejdůležitějších poválečných italských umělců jako Leo Longanesi a Dino Buzzati. Jako zapřisáhlý antikomunista a (podle vlastní definice) anarchokonzervativec se stal úhlavním nepřítelem tehdy silné italské levice, která ho v 70. a 80. letech popisovala jako fašistu. Montanelli naproti tomu v levici podporované sovětskými penězi viděl bezprostřední nebezpečí pro italskou demokracii.
Protože vedení Corriere převzal Piero Ottone, s nímž se Montanelli nepohodl, ukončil Montanelli v roce 1973 dlouhodobou spolupráci s novinami. Poté založil vlastní noviny, které nazval Il Giornale Nuovo, později jednoduše Il Giornale. Následovalo ho mnoho z jeho novinářských kolegů, kteří také neměli rádi nový a poněkud radikálnější politický směr Corriere della Sera.
Giornale byl pro Montanelliho vynikajícím fórem, kde mohl přiblížit své nepříliš konformní a vždy originální názory širšímu publiku. Jako osoba s odstupem od politiky, oddaný pouze svým vlastním principům a obhájce „ideální pravice“ zasahoval do politických debat, a přispěl tak k vytvoření postavy politického publicisty novinářského původu. S ohledem na vzestup Italské komunistické strany, který považoval za nebezpečí, žádal, ač nerad, voliče, aby hlasovali pro křesťanskou demokracii.
V roce 1977 Montaneliho na cestě do práce přepadli atentátníci z řad Rudých brigád, kteří mu prostříleli nohy. Důvod uváděný teroristy byl, že Montaneli byl „otrokem nadnárodních společností“.
Ačkoli Giornale v průběhu let získal loajální čtenáře, noviny se dostaly do finančních potíží a Montanelli roku 1977 přijal nabídku financování od Silvia Berlusconiho, který se tak stal vydavatelem. Spolupráce trvala až do roku 1993, kdy Berlusconiho vstup do politiky způsobil první spory. Montaneli pak opustil noviny, které založil, a ty pak radikálně změnily politickou linii pod vedením Vittoria Feltriho. Poté, co odmítl nabídku Paola Mieliho a Giovanniho Agnelliho převzít Corriere, založil se 40 novináři, kteří také odešli od Berlusconiho, deník La Voce (jméno je poctou Giuseppemu Prezzolinimu, který v roce 1908 založil časopis se stejným názvem).
Nový deník však nebyl úspěšný; navzdory počátečnímu nákladu 40 000 výtisků se La Voce nedokázala prosadit na trhu novin. Podle samotného Montanelliho byl projekt příliš ambiciózní: Původně měl na mysli týdeník nebo měsíčník, pro velký počet novinářů, které měl k dispozici, včetně Beppeho Severgniniho, však bylo potřeba založit deník. Po zániku La Voce Montanelli znovu pracoval pro Corriere a měl na starosti stránku Stanza di Montanelli, na které diskutoval se čtenáři.
Kromě četných vyznamenání ve své domovské zemi získal také mezinárodní uznání (například roku 1996 získal Cenu kněžny asturské). Byl uznávaným kronikářem italských dějin a měl za sebou rozhovory s osobnostmi jako Winston Churchill, Charles de Gaulle, Luigi Einaudi a papež Jan XXIII. Jeho žurnalistické metody byly ovlivněny jeho zkušenostmi z Ameriky, kde mu jeden šéfredaktor kdysi vysvětlil, že dobrý článek musí dočíst a pochopit každý, včetně „mlékárníka z Ohia“.
V roce 1991 mu prezident Francesco Cossiga nabídl jmenování doživotním senátorem. Montanelli však odmítl s odůvodněním, že jako nezávislý novinář si chce udržet co největší odstup od moci.
V posledních letech se Montanelli stal zapřisáhlým protivníkem vůdce strany Forza Italia a předsedy vlády Silvia Berlusconiho, o kterém věřil, že je nedemokratický a prolhaný, a že jeho strana na rozdíl od toho, co se běžně říká, nereprezentuje hodnoty klasické pravice. Varoval Italy, aby byli ostražití, a připomněl jim, aby nesedli na lep dalšímu „muži prozřetelnosti“, který by chtěl vyřešit všechny problémy, a uváděl, že se s takovým mužem setkal už dříve, jmenovitě s Benitem Mussolinim, a že to stačilo. Krátce před volbami v roce 2001, z nichž pak Berlusconi zvítězil, přirovnal milánského podnikatele k nemoci, ze které se Itálie vyléčí teprve, až bude pryč z úřadu.
Montanelli zemřel o dva měsíce později na klinice La Madonnina v Miláně. Následujícího dne deník Corriere della Sera vytiskl na titulní stránce nekrolog, který sám napsal, a jako novinář se rozloučil se svými čtenáři a poděkoval jim za pozornost a věrnost.